# Like You'll Never See Me Again
Like You'll Never See Me Again è il secondo singolo estratto dal terzo studio album di Alicia Keys, As I Am.
Alicia è sia autrice che produttrice della canzone, coadiuvata dai Kerry Brothers.
Il singolo è uscito negli Stati Uniti nel novembre 2007, ma è arrivato in Europa solo nel 2008, dopo l'enorme successo ottenuto dal precedente No One.
La canzone è stata dichiarata il singolo R&B di maggior successo nel 2008 in America dalla classifica Billboard.

## Significato del brano
Il testo della canzone consiste in una sorta di invito a chi si ama, in cui lo si esorta ad amare sempre come se fosse l'ultima volta. La traduzione del titolo è infatti Come se non mi vedessi mai più. Il testo nonché la musica sono stati paragonati più volte a Purple Rain di Prince.

## Video
Nel video di "Like You'll Never See Me Again", diretto da Diane Martel, fa un cameo il rapper Common (con cui la Keys aveva precedentemente lavorato nel film Smokin' Aces), nel ruolo dell'oggetto delle attenzioni della cantante che, nella storia del video, rimane gravemente ferito in un incidente di moto. La storia viene raccontata al contrario, e lo spettatore unisce tutti i pezzi comprendendo il significato solo alla fine.

## Tracce
1. "Like You'll Never See Me Again" (Radio Edit) – 4:07
2. "Like You'll Never See Me Again" (Instrumental) – 5:14
3. "Like You'll Never See Me Again" (Call Out Hook) – 0:10

## Classifiche
| Classifica (2008)                    | Posizione raggiunta |
| ------------------------------------ | ------------------- |
| Australia (Urban Singles)            | 19                  |
| Europa                               | 156                 |
| Irlanda                              | 48                  |
| Paesi Bassi                          | 20                  |
| Polonia                              | 20                  |
| Svezia                               | 57                  |
| Regno Unito                          | 53                  |
| Regno Unito (R&B)                    | 3                   |
| Billboard Hot 100                    | 12                  |
| U.S. Billboard Pop 100               | 32                  |
| U.S. Billboard Hot R&B/Hip-Hop Songs | 1                   |

### Classifiche di fine anno
| Anno | Classifica                      | Posizione raggiunta |
| ---- | ------------------------------- | ------------------- |
| 2008 | Billboard Hot 100               | 47                  |
| 2008 | Billboard Hot R&B/Hip-Hop Songs | 1                   |
| 2008 | Billboard Hot Ringmasters       | 29                  |